# Ctimene oppositata
Ctimene oppositata är en fjärilsart som beskrevs av W. Warren 1896. Ctimene oppositata ingår i släktet Ctimene och familjen mätare. Inga underarter finns listade i Catalogue of Life.